# Daniela Gleue
Daniela Gleue es una deportista alemana que compitió en piragüismo en la modalidad de aguas tranquilas. Ganó cinco medallas en el Campeonato Mundial de Piragüismo en los años 1993 y 1994.

## Palmarés internacional
| Campeonato Mundial | Campeonato Mundial        | Campeonato Mundial | Campeonato Mundial |
| Año                | Lugar                     | Medalla            | Competición        |
| ------------------ | ------------------------- | ------------------ | ------------------ |
| 1993               | Copenhague (Dinamarca)    | Medalla de oro     | K4 500 m           |
| 1994               | Ciudad de México (México) | Medalla de plata   | K2 200 m           |
| 1994               | Ciudad de México (México) | Medalla de bronce  | K2 500 m           |
| 1994               | Ciudad de México (México) | Medalla de plata   | K4 200 m           |
| 1994               | Ciudad de México (México) | Medalla de oro     | K4 500 m           |